# مقاطعة هنديجان
مقاطعة هنديجان (بالفارسية: شهرستان هنديجان) هي إحدى مقاطعات إيران وتقع في محافظة خوزستان، عاصمتها هي مدينة هنديجان. بحسب إحصاءات المركز الرسمي للإحصاءات الإيرانية في 2006 سكن مقاطعة هنديجان 35,932 شخص وكان عدد المساكن 5,803 مسكن. تنقسم هذه المقاطعة إلى بلدتان: االبلدة المركزية وبلدة تشم خلف عيسى.